# Gynacantha arthuri
Gynacantha arthuri – gatunek ważki z rodziny żagnicowatych (Aeshnidae).